# La Fontenelle (Loir-et-Cher)
La Fontenelle is een gemeente in het Franse departement Loir-et-Cher (regio Centre-Val de Loire) en telt 183 inwoners (2005). De plaats maakt deel uit van het arrondissement Vendôme.

## Geografie
De oppervlakte van La Fontenelle bedraagt 20,8 km², de bevolkingsdichtheid is 8,8 inwoners per km².
De onderstaande kaart toont de ligging van La Fontenelle (Loir-et-Cher) met de belangrijkste infrastructuur en aangrenzende gemeenten.

## Demografie
Onderstaande figuur toont het verloop van het inwonertal (bron: INSEE-tellingen).